# Elwood Mead

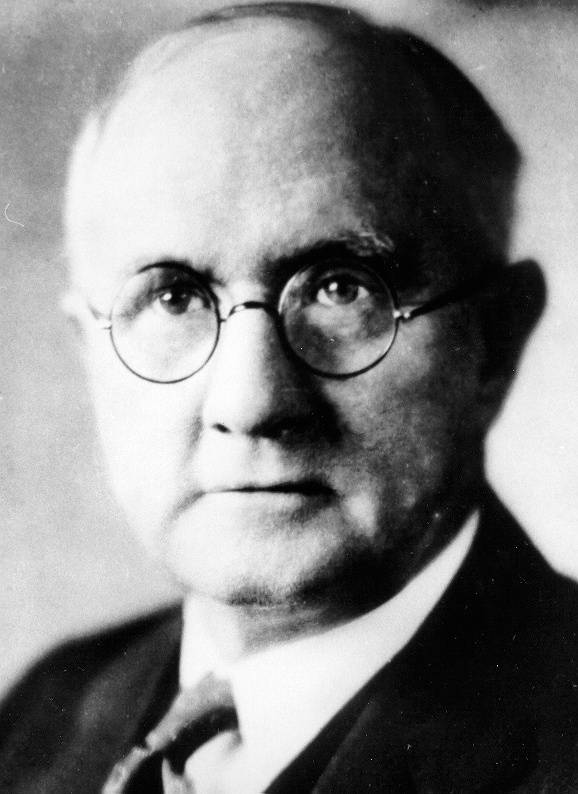

Elwood Mead (Patriot (Indiana), 16 de janeiro de 1858 – Washington, D.C., 26 de janeiro de 1936) ele era o filho de Daniel e Lucinda Davis Mead. Sua educação formal foi obtida principalmente na Universidade de Purdue.

## Biografia
Foi professor, político e engenheiro que chefiou a Secretaria de Recuperação de 1924 até sua morte em 1936.
Mead nasceu em Patriot, mas cresceu em Indiana e graduou-se em  Purdue com um Bacharelato (português europeu) em Ciências  em 1882. 
Mais tarde, em 1883, ele obteve o seu Doutoramento (português europeu) em Engenharia Civil na Universidade do Estado de Iowa. 
Ele foi professor no Colégio de Agricultura do Colorado em 1883 a 1884 e 1886 a 1888.
Como político, durante seu mandato ele era responsável por supervisionar alguns dos projetos mais complexos como a Represa Hoover e a Barragem Owyhee.
Ele casou-se com Florença Chase de Lafayett em Indiana, em 20 de dezembro de 1882, antes de assumir um compromisso no Colégio do Estado do Colarado da Agricultura onde recebeu uma rápida promoção como um professor de engenharia na irrigação, o primeiro de seu tipo nos Estados Unidos.
No Colorado, e mais tarde como engenheiro no estado de Wyoming, Mead estabeleceu uma reputação nacional duradoura para a sua captação do impacto social e o contexto político das modernas tecnologias de gestão de água. Em 1889, Mead mudou-se para esfera federal como diretor de irrigação para investigações no Departamento de Agricultura durante o trabalho a tempo parcial para a Universidade da Califórnia em Berkeley. 
Em 1901 seu braço direito foi cirurgicamente amputado após um acidente de avião.
Com três crianças depois da morte de sua primeira esposa e depois de um segundo casamento, Mead casou-se com Maria Lewis em 28 de setembro de 1905.
Manteve-se isolado em Washington após a sua oposição à Lei Federal de Reclamação (1902). Mead morreu em 26 de janeiro de 1936, vítima de trombose, esta enterrado no National Memorial Park, em Falls Church (Virgínia).